# Amirah Vann
Amirah Vann (New York, 24 juni 1980) is een Amerikaans actrice. Ze is bekend van haar rol als Tegan Price in de serie How to Get Away with Murder.

## Biografie
Vann had haar eerste filmrol in 2006, in de korte film Three and a Half Thoughts. Haar doorbraak was met de rol van Ernestine in de serie Underground. Ze werd voor haar vertolking in deze serie genomineerd voor een NAACP Image Award. Aan het begin van seizoen 4 werd Vann gecast als Tegan Price in de serie How to Get Away with Murder. Voorafgaand aan het vijfde seizoen werd ze gepromoveerd tot onderdeel van de vaste cast.

## Filmografie

### Films
| Jaar | Film                      | Rol             | Opmerkingen |
| ---- | ------------------------- | --------------- | ----------- |
| 2006 | Three and a Half Thoughts | Saidah          | korte film  |
| 2009 | Once More with Feeling    | Barvrouw        |             |
| 2011 | First World Problem       | Rosario Sanchez | korte film  |
| 2013 | 80/20                     | Bonita          |             |
| 2014 | And So It Goes            | Rashida         |             |
| 2015 | Tracers                   | Angie           |             |
| 2015 | Don't Worry Baby          | Alison          |             |
| 2016 | The Hostess               | Latoya Corbyn   | korte film  |
| 2019 | Miss Virginia             | Shondae Smith   |             |
| 2022 | A Jazzman's Blues         | Hattie Mae      |             |
| 2024 | Shirley                   | Diahann Carroll |             |

### Televisie
| Jaar      | Film                        | Rol             | Afleveringen* |
| --------- | --------------------------- | --------------- | ------------- |
| 2016–2017 | Underground                 | Ernestine       | 20            |
| 2017      | Major Crimes                | Jazzma Fey      | 4             |
| 2017–2020 | How to Get Away with Murder | Tegan Price     | 40            |
| 2018      | Unsolved                    | Justine Simon   | 8             |
| 2019–2022 | Queen Sugar                 | Parker Campbell | 5             |
| 2020      | The Fugitive                | FBI-agent       | 3             |
| 2021–2024 | Arcane                      | Sevika (stem)   | 11            |
| 2023      | The Changeling              | Kim Valentine   | 6             |
| 2025      | Doc                         | Dr. Gina Walker | 10            |

* Exclusief eenmalige gastrollen